# Monte Ritornello
Il Monte Ritornello è un rilievo dei Monti Reatini che si trova nel Lazio, nella provincia di Rieti, tra il comune di Posta e quello di Micigliano.